# Baselworld
Baselworld war eine Fachmesse für die Uhren-, Schmuck- und Edelsteinindustrie, welche bis 2019 jährlich in Basel (Schweiz) stattfand und von der MCH Group veranstaltet wurde. Nachdem sie 2020, 2021 und 2022 abgesagt worden war, gab die MCH Group bekannt, dass sie vorderhand nicht mehr stattfinden werde.

## Geschichte
Vorläufer der Baselworld war die Schweizer Mustermesse (muba), auf der ein Bereich Uhren und Schmuck gewidmet war. 1925 lud die muba einige Uhrenhersteller ein, auf ihrer Messe auszustellen.
1931 fand die Schweizer Uhrenmesse zum ersten Mal in einem eigenen Pavillon statt. Nach der Europe’s meeting place-Messe 1972 wurden zudem Unternehmen aus Frankreich, Italien, Deutschland und dem Vereinigten Königreich eingeladen. 1983 wurde der Name der Messe zu BASEL mit zwei Zahlen, die das Jahr kennzeichnen, geändert, wie zum Beispiel BASEL 83. Ab 1986 wurden auch Unternehmen aus nichteuropäischen Ländern zugelassen. Der Name der Messe änderte sich nochmals 1995 zu BASEL 95 – The World Watch, Clock and Jewellery Show. Im Jahr 1999 wurde zudem eine neue Halle mit 36'000 m² Ausstellungsfläche hinzugefügt.
2018 ging die Zahl der Aussteller auf 650 zurück, und es wurde ein Verlust von beinahe 200 Millionen Schweizer Franken gemacht. 2019 verringerte sich die Zahl der Aussteller nochmals auf 500.